# Bush (együttes)
A Bush egy angol alternatív rock-zenekar, amely 1992-ben alakult. Hatással volt rájuk a Nirvana, Bob Marley, The Jesus Lizard, MC5 és egyéb zenekarok. Tíz év működés után feloszlottak, majd 2010-ben újjáalakultak. Jelenlegi tagok: Gavin Rossdale, Robin Goodridge, Chris Traynor, Corey Britz.

## Diszkográfia
- Sixteen Stone (1994)
- Razorblade Suitcase (1996)
- The Science of Things (1999)
- Golden State (2001)
- The Sea of Memories (2011)